# Dehesas de Guadix (kommunhuvudort)
Dehesas de Guadix är en kommunhuvudort i Spanien.   Den ligger i provinsen Provincia de Granada och regionen Andalusien, i den södra delen av landet, 300 km söder om huvudstaden Madrid. Dehesas de Guadix ligger 687 meter över havet och antalet invånare är 562.
Terrängen runt Dehesas de Guadix är lite kuperad. Runt Dehesas de Guadix är det glesbefolkat, med 10 invånare per kvadratkilometer. Närmaste större samhälle är Cuevas del Campo, 15,4 km öster om Dehesas de Guadix. Trakten runt Dehesas de Guadix består till största delen av jordbruksmark.